# Leptographa
Leptographa là một chi bướm đêm thuộc họ Geometridae.